# Владика Андрей
«Владика Андрей» (англ. «Metropolitan Andrey») — український художній фільм кінорежисера Олеся Янчука. Відзнятий на кіностудії «Студія Олесь-фільм» у 2008 році за сприяння Українського конгресового комітету Америки (УККА), за участю Національної кіностудії художніх фільмів ім. О. Довженка. Один із небагатьох відомих фільмів, який профінансувала держава — Міністерство культури і туризму України та Державна служба кінематографії України.
Всеукраїнська прем'єра фільму відбулась 4 вересня 2008 року.

## Сюжет і зйомки
Фільм розповідає про життя та діяльність видатної постаті української історії — митрополита УГКЦ Андрея Шептицького. Нащадок старовинного шляхетного роду, серед якого були видатні релігійні діячі та полководці, дипломати і політики, Шептицький знехтував перспективою блискучої світської чи військової кар’єри і обрав шлях служінню Богу і людям. 
Авторами сценарію є Михайло Шаєвич та Олесь Янчук. Зйомки відбувались у Львові, Чернігові, Відні, Ватикані та дендропарку «Олександрія» у Білій Церкві.

## У ролях
Головні ролі
- Сергій Романюк — Митрополит Андрей Шептицький
- Євген Нищук — Молодий Стефан
- Ярослав Мука — Майор НКВС
- Оксана Вороніна — Зося
- Ірина Мак — Графиня Фредро
- Тарас Постніков — Молодий Шептицький
- Тарас Жирко — Климентій Шептицький
- Орест Огородник — Леон
- Роман Гринів — Шептицький у дитинстві
- Федір Стригун — Граф Шептицький
- Лембіт Ульфсак — Франц-Йосиф
- Галина Делявська — Інка
- Вікторія Янчук — Зося в дитинстві
- Олег Цьона — Йосип Сліпий
- Олег Треповський — Рабин Левін
- Надія Шепетюк — Софія Шамбек
- Богдан Дубас — Секретар Митрополита
- Анатолій Бевз — Папа Римський Лев XIII
- Януш Юхницький — Старий Стефан
- Сергій Сипливий — «Сивий»
- Олексій Кочкін — Василько
- Давид Оксенюк — Син рабина
- Юрій Муравицький — Православний священик
- Віктор Степаненко — Богдан
- Ярослав Киргач — Польський капітан
- Андрій Баса — Лейтенант НКВС
- Анатолій Кузьменко — Генерал НКВС
- Олег Драч — Оберштурмбанфюрер
- Ігор Гнєзділов — Гауптштурмфюрер
- Альбіна Сотникова — Дама на балу
- Марія-Анна Ратушна — Маріанна
- Олесь Янчук — Маршал Пілсудський

Епізодичні ролі
М. Антонович, Юрій Брилинський, В. Бондар, О. Боруш, Ірма Вітовська, Б. Банівський, Т. Ван, Ю. Волинський, С. Верещагіна, С. Возняк, М. Вишкварок, Р. Грицунь, В. Губанів, Ігор Гаврилів, Х. Гриценко, В. Гусаревич, А. Гордієнко, О. Гордієнко, М. Данилюк, С. Зозуленко, В. Іваницький, Л. Іванченко, Василь Ілащук, М. Кравчук, О. Кравчук, М. Кілик, І. Кріп, Г. Левицька, А. Мороз, А. Михайлова, В. Мовчан, Т. Мойсеєва, М. Максименко, С. Малганов, Йосип Найдук, О. Наумова, А. Новіцька, А. Огінок, Г. Приходько-Жангірова, І. Рева, Ю. Римарський, М. Самук, М. Сидор, О. Тузяк, Т. Фельдшерова, Р. Федорук, І. Храмов, Ю. Чеков, Д. Чухарев, І. Чижевський, Швець, М. Шумейко, С. Яроцький, Г. Морозюк.

## Знімальна група
- Сценаристи: Михайло Шаєвич, Олесь Янчук
- Режисер: Олесь Янчук
- Оператор: Віталій Зимовець U.G.C.
- Художники: Віталій Ясько, Роман Адамович
- Композитор: Володимир Гронський
- Звукорежисери: Наталя Домбругова, Катерина Кель
- Продюсери: Аскольд Лозинський, Олесь Янчук

## Виробництво

### Кошторис
У 2007 році «Владика Андрей» став єдиним проєктом, який проспонсорувало Держкіно. Бюджет фільму склав ₴10,0 мільйонів ($2,5 млн.), з них частка Держкіно — 80 % (8 млн. грн), частка Львівської обласної ради — 3 % (300 тис. грн).

### Фільмування
Сценарій стрічки схвалили ієрархи Ватикану. Епізод, де Шептицький розмовляє з єпископом — представником російської православної церкви — відбувається в Росії. Однак цей епізод знімали в Чернігові через труднощі в організації фільмування на території Росії.

### Музика
У фільмі звучить музика: 
- Йоган Штраус, вальс «Віденська кров»;
- Е. Вальдтейфель, вальс у виконанні Національного ансамблю солістів «Київська камерата», диригент Валерій Матюхін;
- єврейська народна пісня «Ханка» у виконані дитячого вокального ансамблю школи мистецтв при синагозі Бродського, м. Київ, хормейстер Олена Кирилюк.